# カワサキ・W800

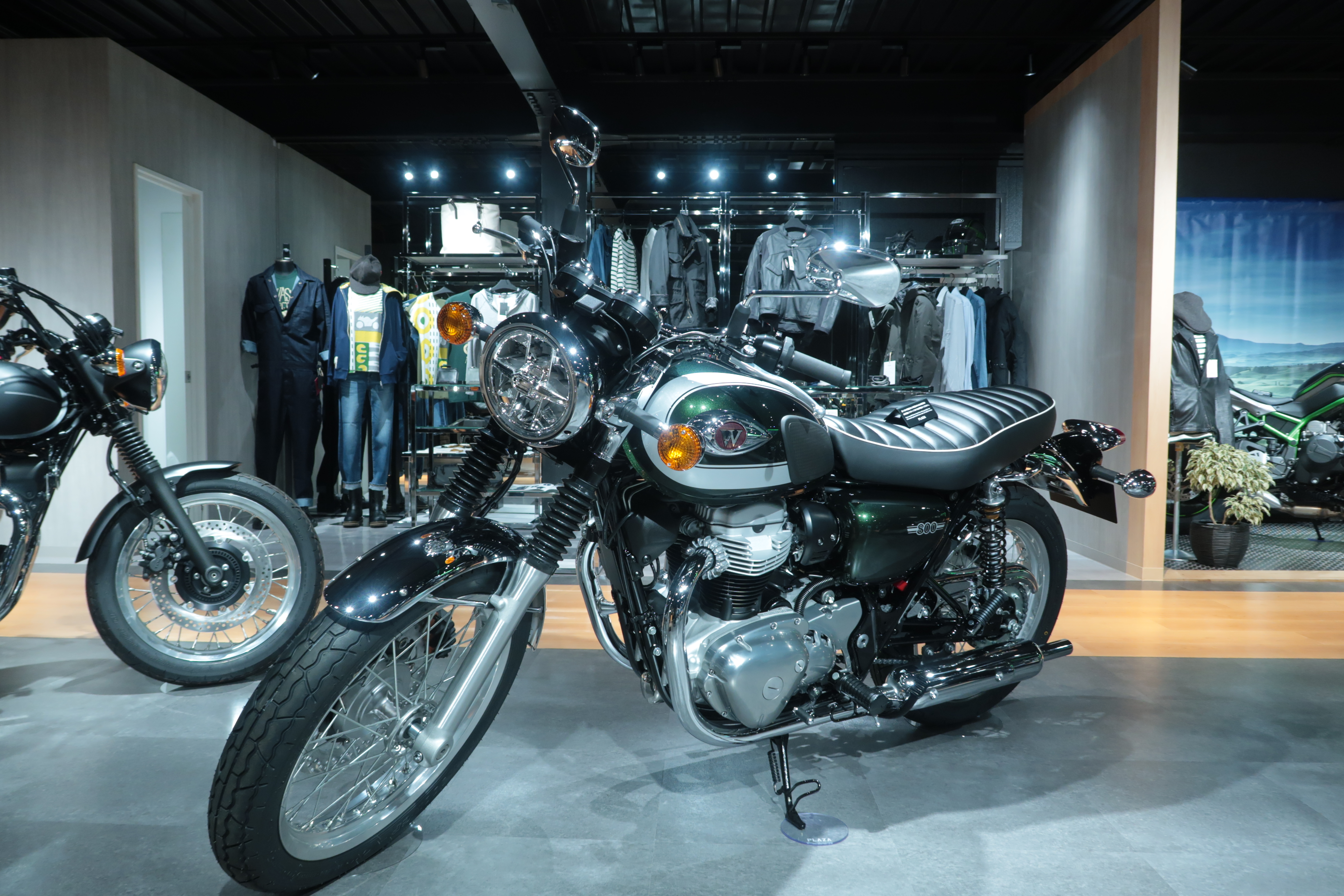
2020年モデル

W800は、2010年からカワサキモータース（旧・川崎重工業モーターサイクル&エンジンカンパニー）が製造している空冷2気筒バイクである。Wシリーズのフラッグシップモデルでもある。

## 概要
W800は2010年（平成22年）10月に海外輸出向けモデルとしてヨーロッパで先行して発表され、2011年（平成23年）2月1日より日本国内仕様が発売された。Wシリーズとしては2年ぶりの復活となる。エンジンはW650をベースにボアアップを行い、ボアxストロークを77.0 mm x83.0 mmとして総排気量を773 ccに拡大し、燃料供給装置には新たに電子制御式燃料噴射装置を採用している。エンジン出力はW650からの48 psが維持されているが、極低回転域で最大トルクを発揮させるセッティングが行なわれている。なお車体構成に大きな変更はされていない。
この発表と同時に2011年モデルには、スペシャルエディションが追加された。このモデルは、マフラーやエンジンなどのメッキパーツも含めて、全体的にブラックを基調とした仕上がりになっている。ホイールリムの形状は変化していないが、ゴールドアルマイト処理されたものになっている。
2016年（平成28年）に欧州・日本仕様のファイナルエディションが発表され、生産終了となった。1973年に登場した650RS W3を彷彿とさせるカラー&グラフィックに専用のエンブレムを採用し、塗装工程までW3と同様という拘りであった。

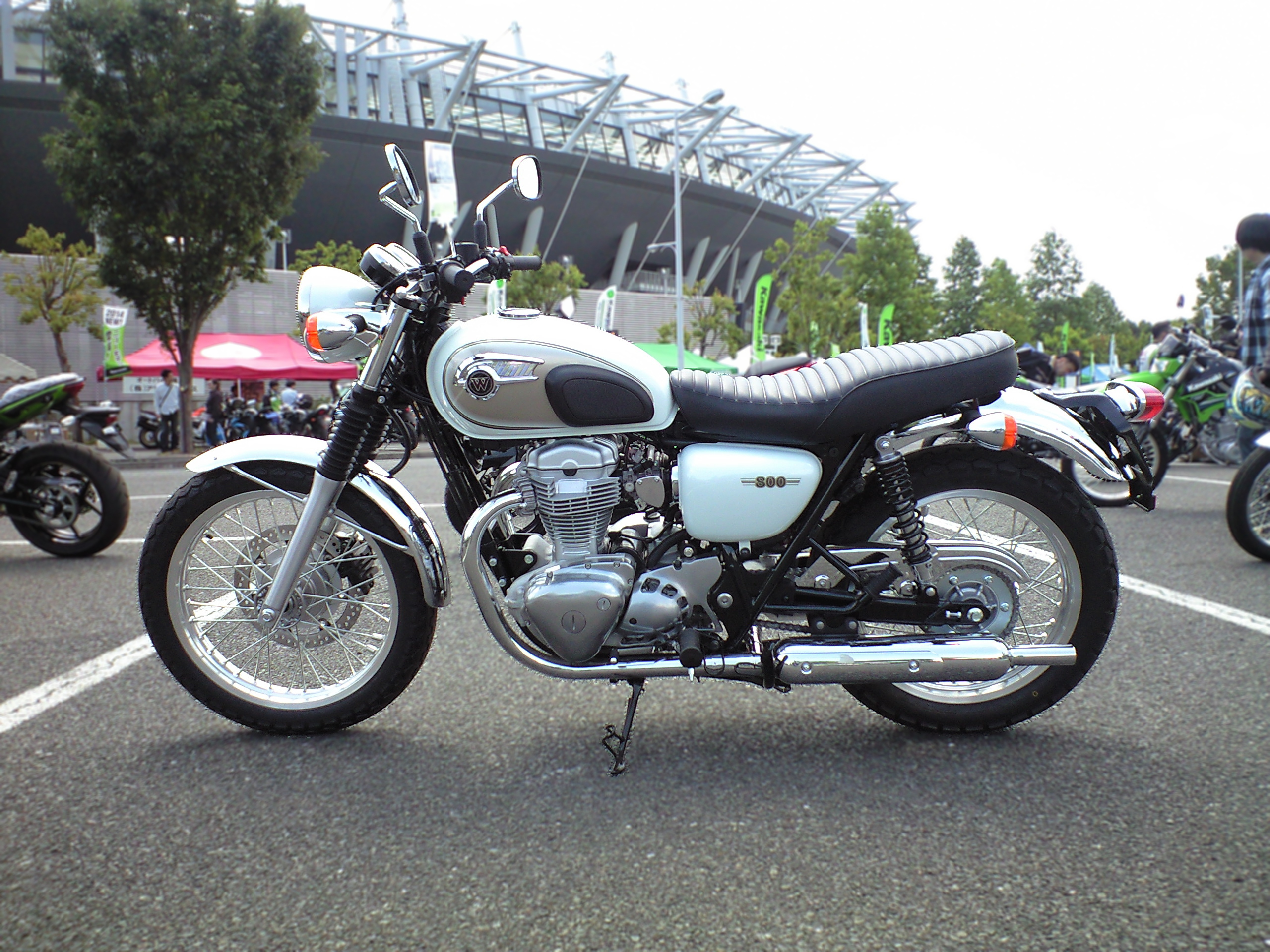
2014年モデルの側方
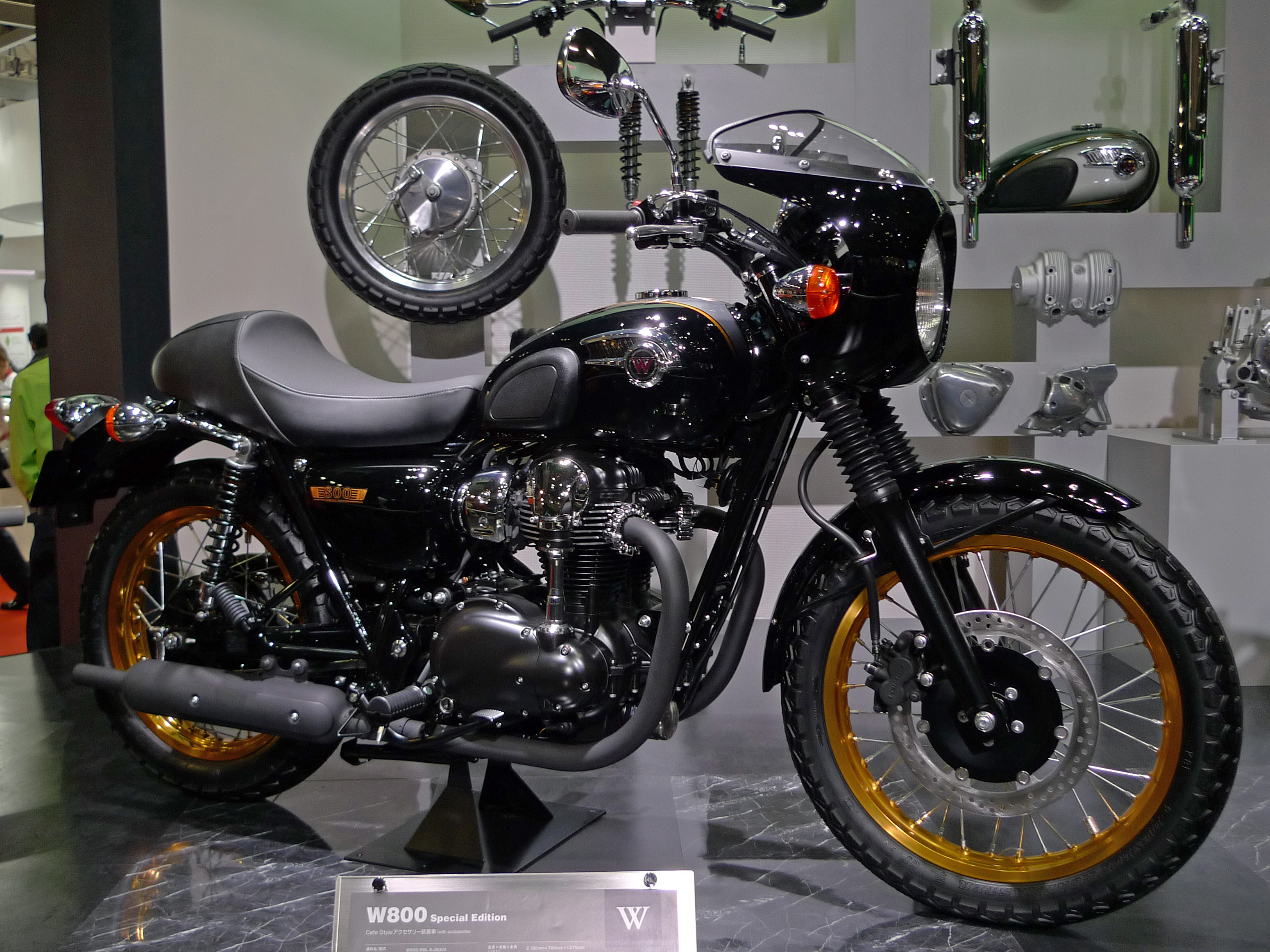
スペシャルエディション
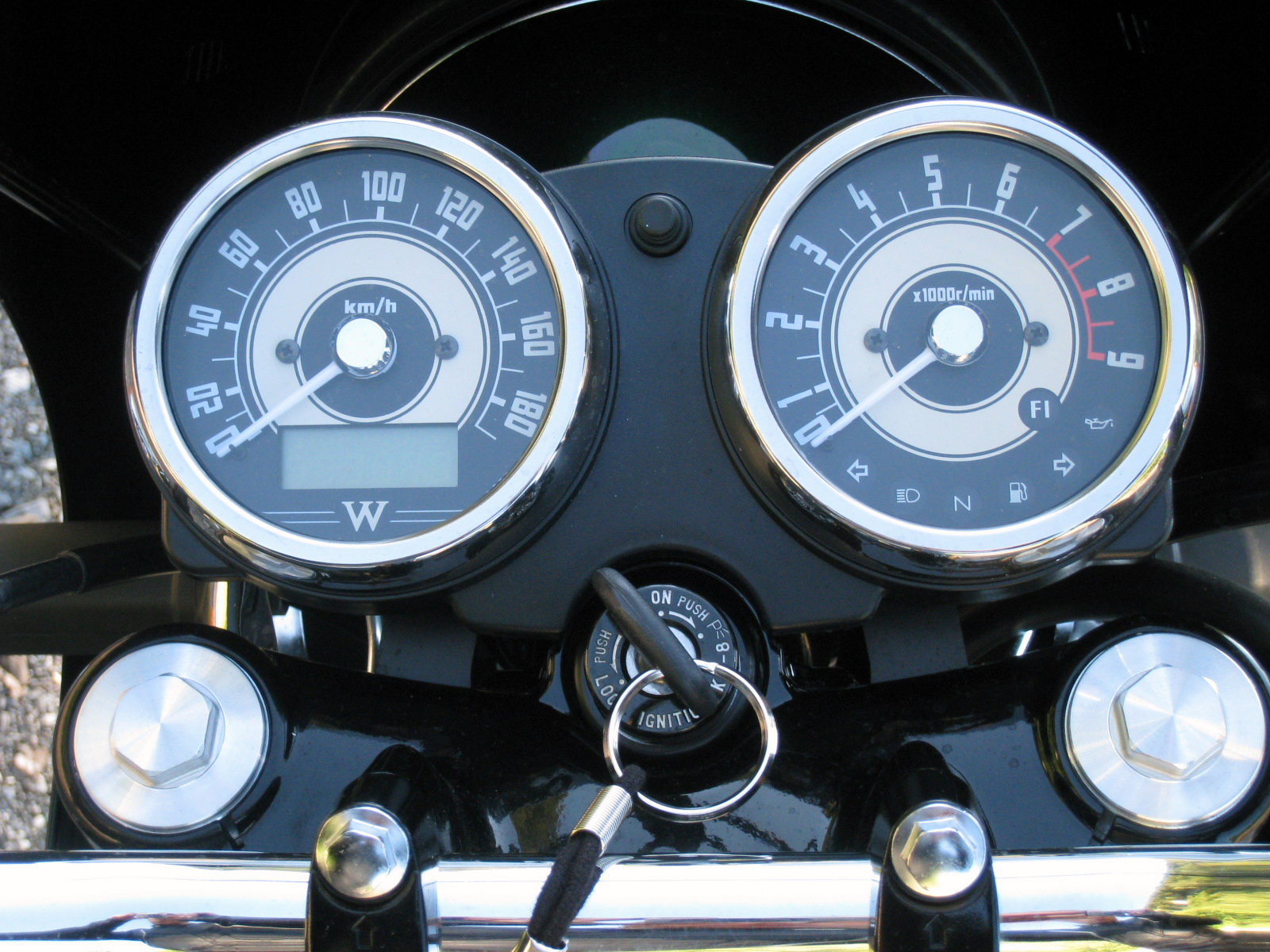
2011年モデルのスピードメーターとタコメーター。左側のモニタは時計、オドメーター、トリップメーターを兼ねる。

## モデルの復活
2019年（令和元年）の東京モーターショーで、先に発売されたSTREET/CAFEモデル（後述）をベースとした新型W800が発表され、同年の12月1日より発売された。無印モデルは2016年の先代モデルの生産終了以来3年ぶりの復活となり、新たにフロントを19インチとしている。また、メーター盤面の書体のデザインが異なる。
2023年（令和5年）9月1日、カラーバリエーションが追加されることが発表された。「メタリックディアブロブラック×エボニー」が2023年9月22日、「メタリックグラファイトグレー×メタリックディアブロブラック」2024年1月20に発売される。

## W800 STREET・W800 CAFE
2019年3月1日から発売開始された。従来のW800同様のクラシックな外観・360°クランクの空冷ロングストロークエンジンはそのままに、フレームなどは新設計され、前後とも18インチホイールにディスクブレーキ・ABS・アシスト&スリッパークラッチ・LEDヘッドライト・ETC2.0を標準搭載するなど、中身は現代的なバイクに進化を遂げた。
W800 STREETは、アップライトスタイルのハンドルバー、タックロールシートを装備している。W800 CAFEは、カフェレーサースタイルの専用フロントカウル、やや前傾気味となる専用形状ハンドル、グリップヒーターを装備している。また、両車ともエンジンを含めた全体の塗装が異なる。
2021年（令和3年）10月15日、新色としてW800 STREETには「エボニー×メタリックマットグラフェンスチールグレー」、W800 CAFEには「メタリックディアブロブラック×メタリックフラットスパークブラック」が設定された。
2023年モデル以降はラインアップが途絶えている。

## MEGURO K3
2020年11月、本シリーズのバッジエンジニアリング機として「MEGURO K3」が発表され、2021年2月より販売を開始した。かつての「メグロ」ブランドが五十数年ぶりに復活することになる。バッジエンジニアリングではあるものの、伝統を受け継ぐためにメグロのバイクの雰囲気を再現すべく、多数の資料や実車を元にその表現が練られた。基本性能は原型であるW800とほとんど変わらない。
W800の他シリーズとの相違点は以下の通り。
- MEGURO K3のカラーは「ミラーコートブラック×エボニー」のみ。W800には複数のカラーバリエーションがある。
  - ニンジャH2と同様に、自己修復機能を持つ「ハイリーデュラブルペイント」が採用されている。衣服の擦れなどの僅かな傷であれば修復できる。
  - STREETとCAFEのエンジンはブラックアウトされているが、MEGURO K3はシリンダーのみ黒で他はメタリック。W800のベベルギアカバーには白色の、メグロK3には赤色のワンポイント塗装がされる。
  - W800のライトステー、フロントフェンダー、リアフェンダーはメッキ加工されているが、MEGURO K3はボディと同色である。
  - リアフェンダーは、STREETはショートタイプ。MEGURO K3はクラシカルなロングタイプ。
- 「メグロ」エンブレム入り。
  - タンクには職人が手作業で塗装したアルミプレス製エンブレムが装着される。
  - スピードメーター、サイドカバーにも赤い片仮名のエンブレムが入る。
  - メーターベゼルに黒色酸化皮膜処理を施し、文字盤も専用のものとしている。
- MEGURO K3のフロントホイールは19インチ、STREETは18インチ。
- W800と比べてハンドルの位置が高く、STREETと同じハンドルである。
  - STREETにない3段グリップヒーターがついている。
- W800はタックロールシートであるが、MEGURO K3はフラットシートである。
  - 足の着き方は同じだが、メグロK3の方が背中を真っ直ぐにしやすい。
- MEGURO K3のリヤサスペンションには専用カバーが取り付けられる。
- CAFEとSTREETにないセンタースタンドがついている。W800も同様。

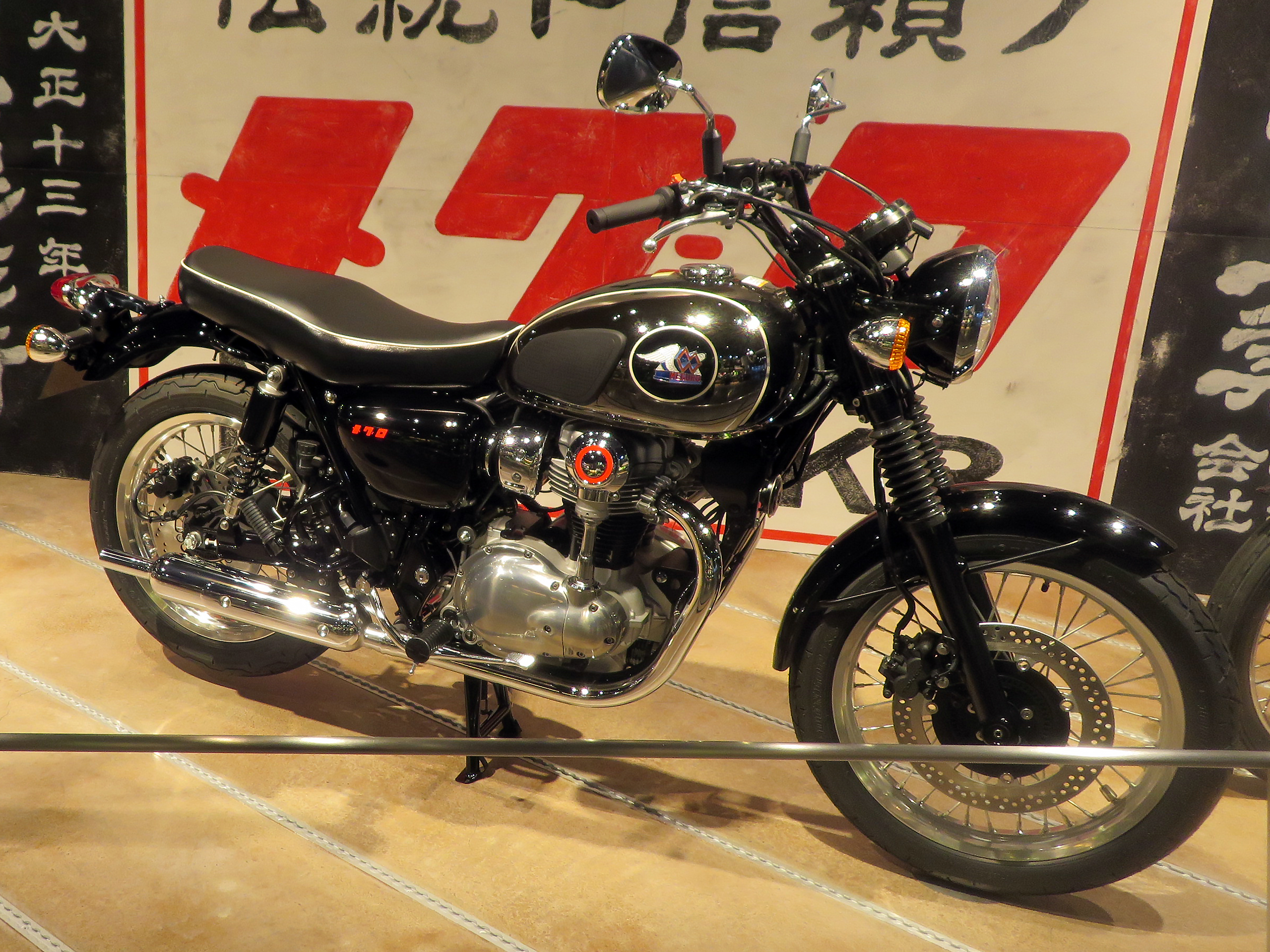
MEGURO K3
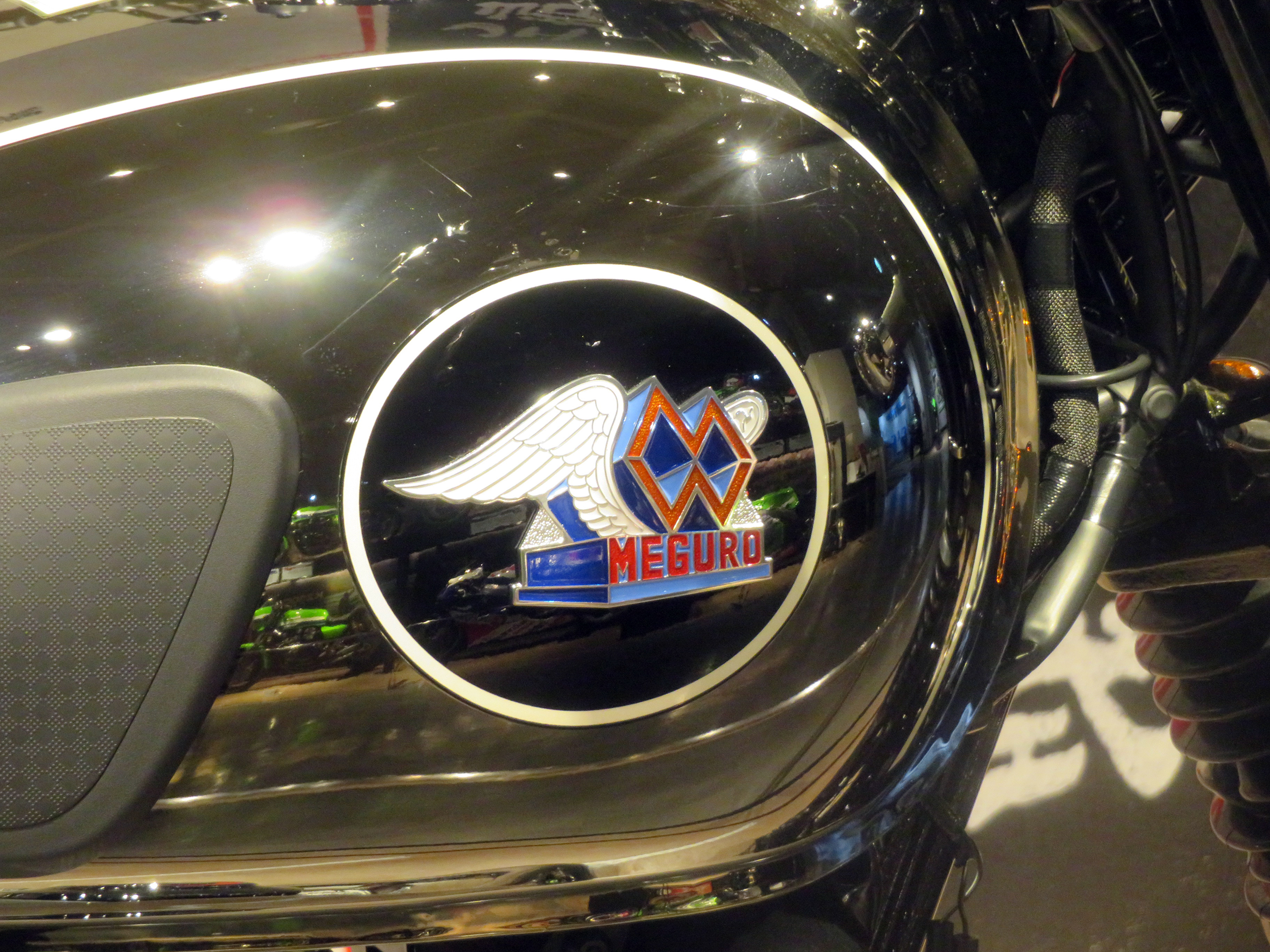
タンク側面に装着されるエンブレム
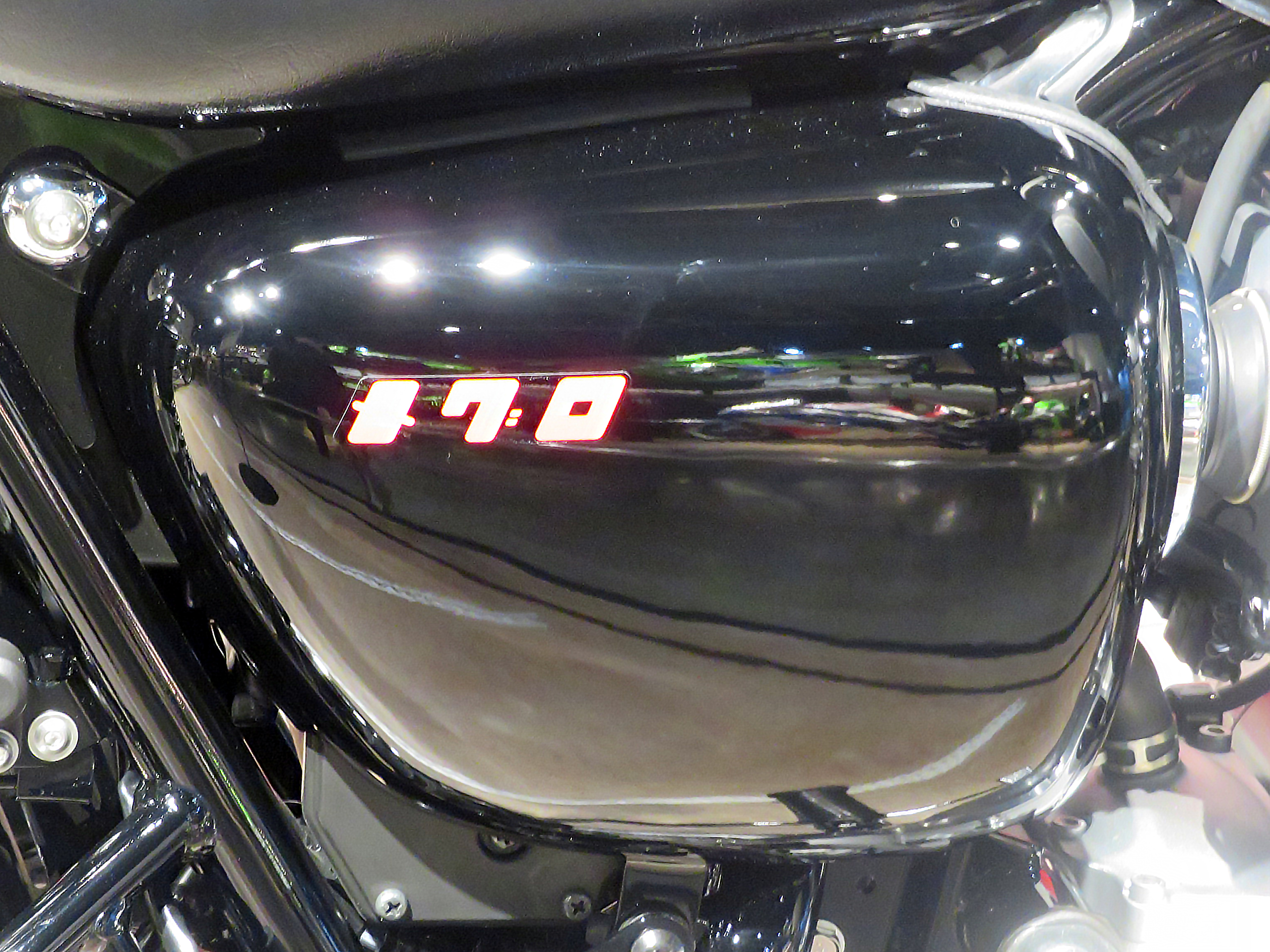
サイドカバーにプリントされたメグロのエンブレム